# سبلاش
سبلاش هو برنامج تلفزيون الواقع في قناة إل بي سي بدأ بثه في 19 مايو 2013 وقدّمه رودولفو هلال وكان يُذاع كل أحد، ويشارك فيه 14 متسابقًا من المشاهير اللبنانيين، وتنتجه فانيلا برودكشن التي تملكها رولا سعد. يتنافس المتسابقين على السباحة والغطس.